# Дипольный магнит

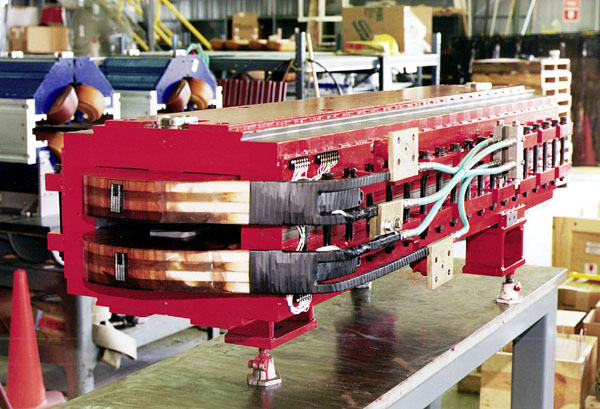
Дипольный магнит источника синхротронного излучения APS, США.

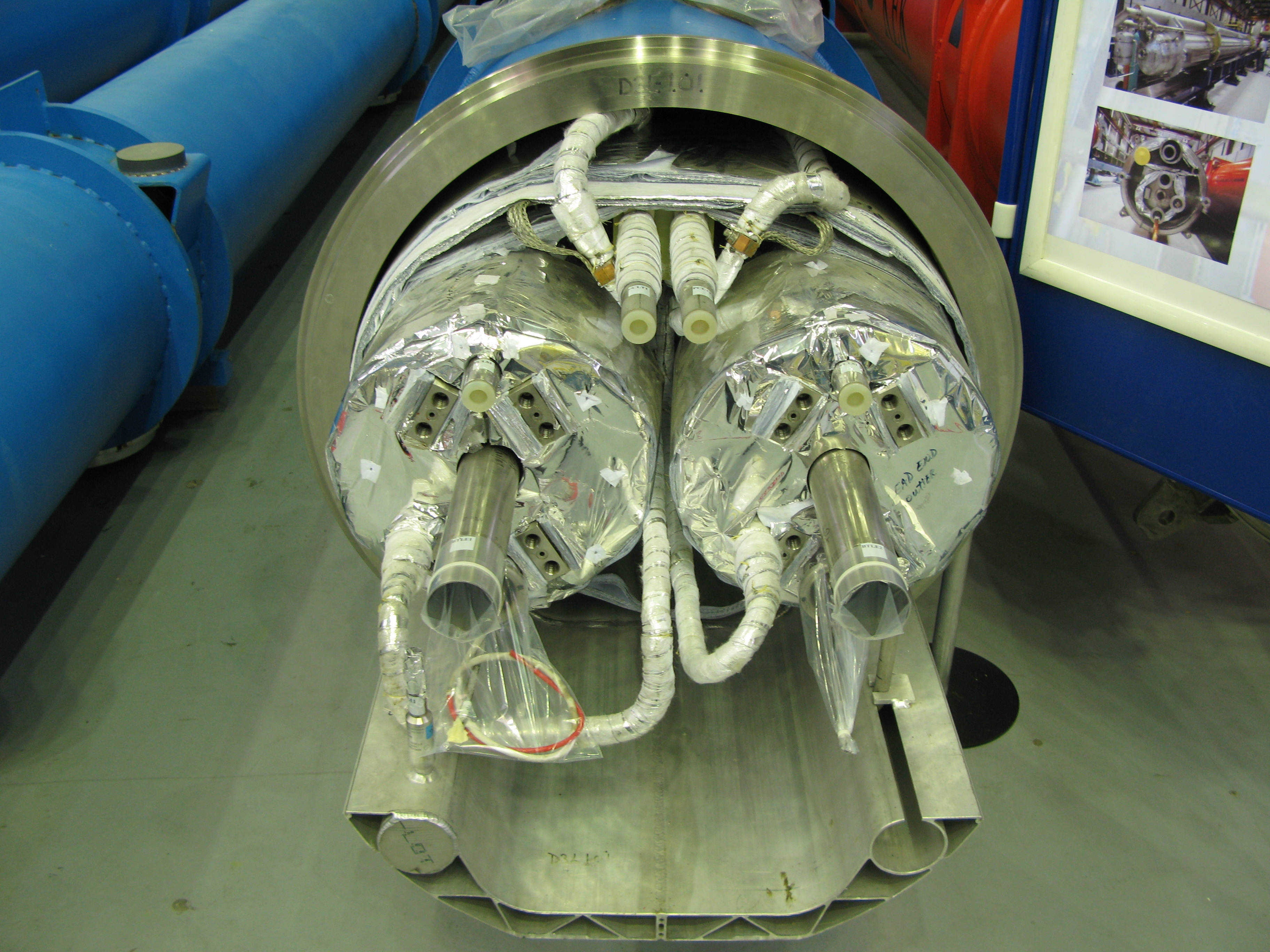
Два сверхпроводящих дипольных магнита (в общем криостате) для двух встречных пучков коллайдера LHC, CERN.

Дипо́льный магнит (поворотный магнит) — в физике ускорителей, магнитный элемент, создающий однородное магнитное поле. Используется, в первую очередь, для создания ведущего поля, задающего траекторию пучка заряженных частиц, а также в системах впуска/выпуска пучка, для коррекции равновесной орбиты и прочих задач.
Дипольные магниты по конструкции бывают:
- на постоянных магнитах,
- классические «тёплые» электромагниты с железным полюсом;
- импульсные с шихтованным железным ярмом или безжелезные;
- сверхпроводящие.